# Second Narrows Bridge
Die Second Narrows Bridge ist eine Hubbrücke für den Eisenbahnverkehr in der kanadischen Provinz British Columbia. Sie verbindet Vancouver mit North Vancouver und überquert dabei den Burrard Inlet. Wie der Name andeutet, befindet sich die Brücke an der zweiten Engstelle (engl. second narrows) dieses Fjordes. Es handelt sich dabei um die zweite Brücke an dieser Stelle; die 1925 eröffnete Brücke wurde 1969 durch einen Neubau ersetzt. Parallel zu ihr verläuft eine zweite Brücke namens Ironworkers Memorial Second Narrows Crossing, über die eine Autobahn führt.

## Geschichte
Als Folge des Goldrauschs am Klondike River gab es bereits in den 1890er Jahren Pläne, eine Eisenbahnstrecke zwischen Vancouver und Dawson zu bauen. Die erste Etappe wäre dabei die Überbrückung des Burrard Inlet gewesen. Spätere Pläne sahen noch die Erschließung der neu entstehenden Hafenanlagen und Werften am Nordufer vor. Verschiedene finanzielle und politische Probleme verhinderten bis in die 1920er Jahre die Ausführung des Projekts. Erst 1925 konnte die Brücke erbaut werden. Zunächst stand sie nur dem Straßenverkehr zur Verfügung, ein Jahr später verkehrten auch Züge.
Mehrmals kollidierten Schiffe in der Folge mit den Brückenpfeilern. Am 13. September 1930 riss das Frachtschiff Pacific Gatherer den ganzen mittleren Teil der Brücke herunter. Der Bankrott der Brückengesellschaft und zahlreiche Gerichtsprozesse verhinderten die Reparatur der Brücke. Erst als die Provinzregierung die Brücke im Jahr 1933 kaufte, konnte sie instand gesetzt werden. Nach dem Ersatz der Basküle durch ein Hubelement konnte sie 1934 wieder für den Straßen- und Schienenverkehr freigegeben werden.
Nachdem unmittelbar westlich eine reine Straßenbrücke entstanden war, wurde die Second Narrows Bridge für den reinen Eisenbahnverkehr umgebaut und 1963 für den symbolischen Betrag von einem Dollar an die Canadian National Railway verkauft. 1969 entstand unmittelbar östlich davon ein Neubau mit einem höher hinaufziehbaren Mittelteil, die ursprüngliche Brücke wurde 1970 abgebrochen.

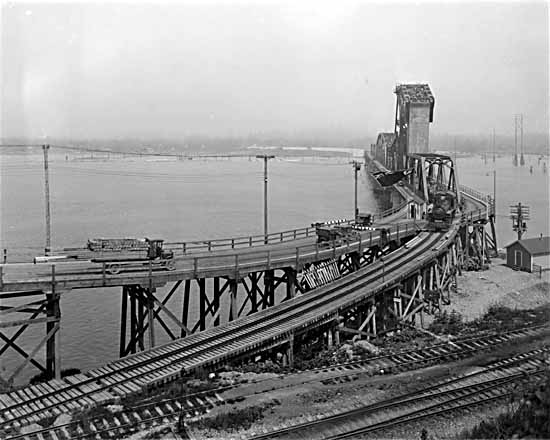
Die ursprüngliche Second Narrows Bridge im Jahr 1926
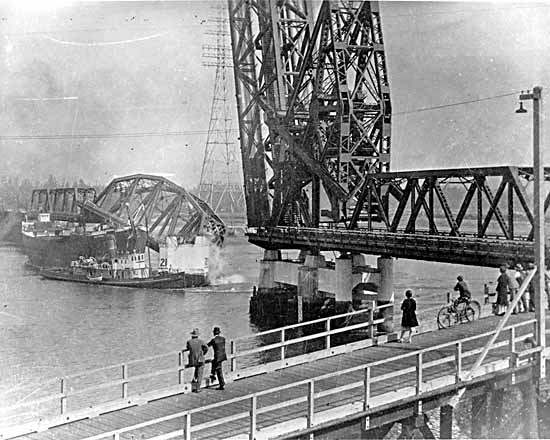
Kollision des Schiffes Pacific Gatherer im Jahr 1930